# Jean Brioché
Pour les articles homonymes, voir Datelin et Brioché.
Pierre Datelin, dit Jean Brioché, né en 1567 en Italie et mort le 25 septembre 1671 à Paris à l'âge de 104 ans, est un célèbre montreur de marionnettes.
D’abord arracheur de dents, Brioché ouvrit à Paris vers 1650 aux foires Saint-Laurent et Saint-Germain les premiers théâtres de marionnettes.
La gaieté et la verve de ses discours contribuèrent à rendre son nom et ce genre de spectacle également populaires. 
Vers 1650, il se moque de Savinien Cyrano de Bergerac (auteur libertin et célèbre duelliste qui inspira plus tard son personnage à Edmond Rostand) dans le spectacle qu'il donne sur le Pont-Neuf (à la demande de Dassoucy, qui vient de se fâcher avec son ex-ami Cyrano) où il déguise son singe vivant en Cyrano. Ce dernier, mis au courant débarque sur le pont neuf. Provoqué par la foule, il sort son épée, la foule s'enfuit, mais l'arme s'abat...sur Fagotin le singe de Jean Brioché.
Il alla plus tard en Suisse, où il fut emprisonné et faillit être jugé comme sorcier, parce qu’on ne comprenait pas le mécanisme de ses petits acteurs.
À sa retraite, son petit théâtre fut repris par son fils Fanchon, qui y eut, selon Claude Brossette, encore plus de succès que son père.
En 1618, il avait épousé Anne Prevost (née vers 1599), dont il avait eu 4 enfants : François (1620-1681), François (né en 1630), Jean (né en 1632) et Madeleine (née en 1635).